# Fredric Wilhelm Radloff
Fredric Wilhelm Radloff, född 19 september 1765 i Mouhijärvi, Västra Finlands län, död 18 april 1838 i Norrtälje församling, Stockholms län, var en läkare och topograf.
Radloff blev 1782 student vid Uppsala universitet, 1788 medicine licentiat och doktor samt 1789 provinsialläkare på Åland och 1799 transporterad till Norrtälje distrikt av Stockholms län. År 1802 disputerade han i Uppsala för adjunktur i medicin, blev 1804 ledamot av Vetenskapsakademien, erhöll 1805 professors titel, kallades samma år, under en med offentligt understöd företagen resa i Tyskland för studiet av skogshushållningen, till sekreterare vid Finska hushållningssällskapet samt blev 1806 även medicine adjunkt och botanices demonstrator vid Kungliga Akademien i Åbo. År 1809 utnämndes han till referendariesekreterare i regeringskonseljen, men lämnade av hälsoskäl denna befattning 1811 och från hushållningssällskapet 1813. Han flyttade då tillbaka till Norrtälje.
Radloff gjorde sig känd för sina topografiska arbeten Beskrifning öfver Åland (1795) och Beskrifning öfver norra delen af Stockholms län (två delar, 1804-05). Han utgav även Muthmassungen über den Ursprung des finnischen Volkes (1809) och några medicinska och ekonomiska uppsatser samt redigerade i flera år "Åbo tidning" tillsammans med Frans Michael Franzén och Johan Fredric Wallenius. Under hans tid började "Underrättelser från Kongl. finska hushållningssällskapet" att utges (1807).

## Familj
Radloff var aldrig gift men levde från början av 1790-talet med bonddottern och skräddaränkan Anna Hellström, född Henriksdotter 1761 i Finström (Åland), död 1838 i Norrtälje ett halvår efter Radloff. I handlingarna nämns hon som hans hushållerska.
Hon fick som sextonåring en utomäktenskaplig son Karl Carlstedt, född 1778, död 1827, vars far anges vara en vice häradshövding Carlstedt. Sonen bodde mestadels med sin familj som dräng i Godby i Finström och hade flera barn, bland dem dottern Kristina Vilhelmina, som upptogs som fosterdotter av farmodern och Radloff. 
Vilhelmina Radloff (1813–1898) gifte sig med färgerifabrikören Oskar Appelberg i Norrtälje (1812–1876) och fick flera barn. Vuxen ålder uppnådde Fredrik, född 1838 (häradshövding), Laura, född 1841 (gift med en ingenjör Arnberg), och Ossian, född 1852 (ingenjör).